# Charles Connell & Company

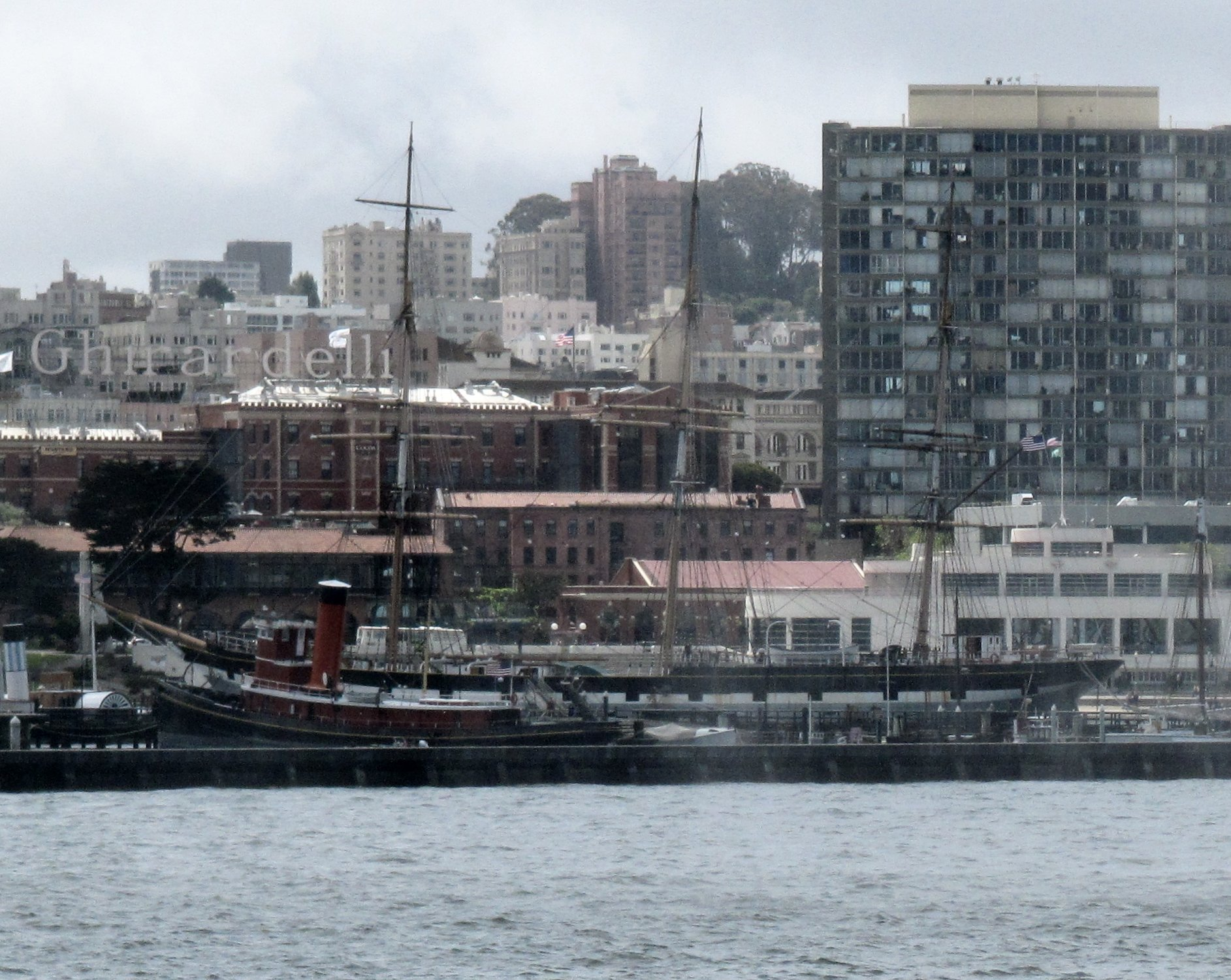
Die dreimastige Balclutha wurde 1886 von Charles Connell & Co mit Stahlrumpf und quadratischer Takelage gebaut. Sie umrundete 17 Mal Kap Hoorn. Um das Schiff mit seiner komplexen Takelage und 25 Segeln zu betreiben, war eine Besatzung von etwa 26 Männern erforderlich.

Charles Connell & Company war eine Schiffswerft am Fluss Clyde in Scotstoun, Glasgow, Schottland. Das Mitte des 19. Jahrhunderts gegründete Unternehmen stellte 1980 seinen Betrieb ein.

## Geschichte

### Anfangszeit
Gegründet wurde das Unternehmen 1861 vom Schiffbauer Charles Connell in Scotstoun, Glasgow. Connell sammelte vorher schon in mehreren Werften Erfahrung im Schiffbau. Er absolvierte seine Lehrzeit bei der Werft von Robert Steele and Co, bevor er später Geschäftsführer der heute als Yorkhill Quay bekannten Kelvinhaugh-Werft von Alexander Stephen and Sons wurde. Schon 1861/62 ließ der Werftbetrieb das erste Dampfschiff, die Palermo vom Stapel. Sofort konnte erste Bauaufträge für konventionelle Segelschiffe, aber auch Teeklipper entgegengenommen werden, worauf mehr als 20 Segler, wie der 630 Tonnen große Dampfer Huntley Castle entstanden. Die 1870er-Jahre waren von vermehrten Dampferneubauten gekennzeichnet und in den 1880er-Jahren wurde die Produktion auf den Bau von Stahlschiffen umgestellt. Charles Connell starb am 14. Februar 1884, woraufhin die Führung der Werft an seinen ältesten Sohn Charles B. Connell und dessen jüngere Brüder und Halbbrüder überging. Es wurden auch weiterhin Stahlsegler erstellt, von denen der einzig erhaltene, die Balclutha, im San Francisco Maritime National Historical Park ausgestellt wird. Zur Jahrhundertwende verlagerte sich der Ausstoß der Werft hin zu Fracht- und Passagierdampfern, überwiegend für den Liniendienst, es wurden aber auch Dampfyachten gebaut. 1902 wurde das Unternehmen zur „Limited“-Aktiengesellschaft umgewandelt

### Weltkriege
In der Zeit des Ersten Weltkriegs erstellte die Werft sieben Sloops, 17 Frachtschiffe für den Liniendienst, sechs Standard-Trampschiffe und Tanker.
Nach dem Kriegsende wurde die Werft modernisiert, wobei vor allem die neuen Turmkräne ins Auge fielen. Connell fuhr in den 1920er-Jahren darin fort, Frachter und Passagierschiffe für Liniendienste und die Trampfahrt zu bauen und erarbeitete sich dabei einen sehr guten Ruf für die Qualität der Passagierschiffe dieser Werft. Nachdem bis 1930 so rund 30 Schiffe entstanden waren, wurde die Werft im Zuge der Wirtschaftskrise geschlossen. Erst 1937/38, nach der längsten Schließung aller britischen Werften in dieser Zeit, wurde der Schiffbau wieder aufgenommen. Während des Zweiten Weltkriegs baute Charles Connell & Company zwölf Trampschiffe, zwölf Linienfrachter für zivile Auftraggeber und einen Schnellfrachter, aber keine Kriegsschiffe im herkömmlichen Sinn. Einzige Ausnahme war der Bau eines großen Landungsbootes für den Transport von Panzern gegen Ende der Kriegszeit.

### Nachkriegszeit
In den ersten Nachkriegsjahren lag der Schwerpunkt der Beschäftigung beim Ersatz verlorengegangener und der Reparatur beschädigter Trampschiffe, worauf während der 1950er-Jahre neben Linienfrachtern verstärkt Tanker und Erzfrachter gebaut wurden. 1961 beschäftigte die Werft 950 Mitarbeiter und geriet bald in eine schwierige Geschäftsphase. Der im Zuge der Krise der britischen Schiffbauindustrie erstellte Geddes Report empfahl den Zusammenschluss mit fünf weiteren Werften unter dem Dach einer Holdinggesellschaft. Connell wurde nach 107 Jahren in Familienhand am 7. Februar 1968 mit Yarrow Shipbuilders in Scotstoun, Alexander Stephens & Sons in Linthouse, Fairfield Shipbuilders in Govan und John Brown & Company aus Clydebank zu Upper Clyde Shipbuilders (UCS) zusammengeschlossen.
Bereits nach drei Jahren wurde die Schiffbaugruppe insolvent. Von der Tory-Regierung unter der Führung von Edward Heath wurden benötigte Kredite von weiteren sechs Millionen Pfund nicht gewährt, woraufhin es statt der erwarteten Protestaktionen und Streiks zum historischen „Work-in“ kam, einer Art „Protest durch Weiterarbeiten“. Die ungewöhnliche Strategie der Gewerkschaften gewann die Sympathie großer Bevölkerungskreise und brachte schließlich im Februar 1972 die Regierung zum teilweisen Einlenken. Connell wurde daraufhin mit Yarrows und Fairfields zu Govan Shipbuilders zusammengeschlossen und wieder regulär in Betrieb genommen. Connell wurde 1973 in Scotstoun Marine umbenannt. Am 1. Juli 1977 wurde Govan Shipbuilders in die staatliche British Shipbuilders Corporation eingegliedert, wobei Connell als Tochterunternehmen von Govan Shopbuilders firmierte. Weiterhin wurden bei Scotstoun Marine Frachtschiffe gebaut, unter anderem zwei Kühlschiffe und gegen Ende der 1970er-Jahre eine Sechserserie ausgesprochen großer Linienfrachtschiffe für die United Arab Shipping Company.
1980 schloss Scotstoun Marine, ehemals Charles Connell & Company, nach 119 Jahren Schiffbau und 516 gebauten Schiffen endgültig seine Pforten. Das letzte Schiff der Werft war der Schüttgutfrachter Warka, der im Juni 1980 für polnische Auftraggeber fertiggestellt wurde. Das Gelände wurde geräumt, die Kräne demontiert. Die Gebäude wurden vom Stahlhandel GKN übernommen, während die Kaianlagen von Motherwell Bridge Engineering für die Schwergutmontage genutzt werden.

## Bekannte Schiffe und Bauserien von Charles Connell & Company
- Taitsing
- Balclutha
- Kong Moh
- Valbanera
- Benledi-Klasse